# Cardiomya greenii
Cardiomya greenii is een tweekleppigensoort uit de familie van de Cuspidariidae. De wetenschappelijke naam van de soort is voor het eerst geldig gepubliceerd in 1889 door E. A. Smith.